# Koilops herma
Koilops herma è un tetrapode estinto, appartenente agli stegocefali. Visse nel Carbonifero inferiore (Tournaisiano, circa 350 - 355 milioni di anni fa) e i suoi resti fossili sono stati ritrovati in Scozia.

## Descrizione
Questo animale è noto per un cranio isolato conservatosi principalmente come calco naturale. Dal raffronto con altri animali simili ma meglio conosciuti, si suppone che Koilops potesse avere un cranio lungo circa 8 centimetri. Koilops doveva assomigliare vagamente a una salamandra, e si suppone che l'animale intero non raggiungesse il mezzo metro di lunghezza. Koilops possedeva alcune autapomorfie, come un'ornamentazione sottile e irregolare delle ossa dermiche del cranio, con creste grosse e ricurve attorno al forame parietale e un'ornamentazione più grossa e a forma di pustole, anteriore al forame parietale. Koilops possedeva alcune caratteristiche derivate, come il jugale profondamente inciso con una barra suborbitale stretta e un grande forame parietale, ma altre caratteristiche erano decisamente arcaiche: l'orbita era ovale e dotata di una leggera insenatura anteriore, il contatto tra prefrontale e postfrontale era stretto e anteriore alla metà dell'orbita, vi erano otto denti premascellari ricurvi e appuntiti, il palato era chiuso e con lo pterigoide dotato di denticoli, i vomeri erano dotati di zanne e di denti più piccoli, mentre sul palatino erano presenti almeno quattro denti piuttosto grandi. Il muso, inoltre, era corto e arrotondato, solo leggermente più lungo dell'orbita. 

## Classificazione
Koilops herma venne descritto per la prima volta nel 2016, sulla base di un singolo fossile di cranio incompleto, ritrovato nella zona di Witheadder Water in Scozia. I fossili indicano che Koilops doveva essere un tetrapode basale, forse affine ai colosteidi, un gruppo di tetrapodi del Carbonifero dalle incerte affinità. Altri tetrapodi ritrovati in terreni coevi nella stessa zona sono Perittodus, Ossirarus, Diploradus e Aytonerpeton, descritti anch'essi nel 2016 e importanti soprattutto per colmare il cosiddetto "Romer's gap", un "buco" di oltre 30 milioni di anni nella documentazione fossile dei tetrapodi.